# Moncho Gil
Moncho Gil, pseudonimo di Ramón Gil Sequeiros (Vigo, 16 agosto 1897 – Vigo, 19 gennaio 1965), è stato un calciatore spagnolo, di ruolo attaccante.

## Carriera

### Giocatore

#### Club
Inizia la carriera da calciatore nel Fortuna Vigo, passando nel 1920 al Real Vigo; disputò alcune delle prime partite della storia del club, con cui giocò fino al 1923, anno in cui Real e Fortuna si fusero dando origine al Celta Vigo, con cui Gil continuò a giocare fino al 1927. Per tutta la carriera continuò a giocare come dilettante.

#### Nazionale
Nei Giochi Olimpici di Anversa 1920 ha contribuito alla vittoria della medaglia d'argento giocando 2 partite, il 2 settembre 1920 contro l'Italia (0-2) ed il 5 settembre contro l'Olanda (1-3).

## Palmarès

### Club

#### Competizioni regionali
- Campionato galeico: 1

Celta Vigo: 1924, 1925, 1926

### Nazionale
- Argento olimpico: 1

Anversa 1920